# Artins
Pour les articles homonymes, voir Artin.
Artins est une commune française située dans le département de Loir-et-Cher, en région Centre-Val de Loire.
Localisée au nord-ouest du département, la commune fait partie de la petite région agricole « les Vallée et Coteaux du Loir », bordée au nord par un coteau raide et au sud par les coteaux en pente douce. Elle est drainée par le Loir et par divers petits cours d'eau.
L'occupation des sols est marquée par l'importance des espaces agricoles et naturels qui occupent la quasi-totalité du territoire communal. Aucun espace naturel présentant un intérêt patrimonial n'est toutefois recensé sur la commune dans l'inventaire national du patrimoine naturel. En 2010, l'orientation technico-économique de l'agriculture sur la commune est la culture des céréales et des oléoprotéagineux. À l'instar du département qui a vu disparaître le quart de ses exploitations en dix ans, le nombre d'exploitations agricoles a fortement diminué, passant de 18 en 1988, à 8 en 2000, puis à 6 en 2010.
Le patrimoine architectural de la commune comprend un bâtiment porté à l'inventaire des monuments historiques :  l'église Saint-Pierre d'Artins.

## Géographie

### Localisation et communes limitrophes
La commune d'Artins se trouve au nord-ouest du département de Loir-et-Cher, dans la petite région agricole des Vallée et Coteaux du Loir,. À vol d'oiseau, elle se situe à 47,3 km  de Blois, préfecture du département, à 25 km de Vendôme, sous-préfecture, et à 9,2 km de Montoire-sur-le-Loir, chef-lieu du canton de Montoire-sur-le-Loir dont dépend la commune depuis 2015. La commune fait en outre partie du bassin de vie de Montoire-sur-le-Loir.
Les communes les plus proches sont : Les Essarts (1,9 km), Sougé (3 km), Ternay (3,3 km), Montrouveau (3,5 km), Les Hayes (4,2 km), Couture-sur-Loir (4,2 km), Saint-Jacques-des-Guérets (4,9 km), Troo (5,6 km)  et Lavenay (6 km) (72).
| Sougé             | Troo        | Saint-Jacques-des-Guérets |
| Vallée-de-Ronsard | Artins      |                           |
| Les Essarts       | Montrouveau | Ternay                    |

### Paysages et relief
Dans le cadre de la Convention européenne du paysage, adoptée le 20 octobre 2000 et entrée en vigueur en France le 1er juillet 2006, un atlas des paysages de Loir-et-Cher a été élaboré en 2010 par le CAUE de Loir-et-Cher, en collaboration avec la DIREN Centre (devenue DREAL en 2011), partenaire financier. Les paysages du département s'organisent ainsi en huit grands ensembles et 25 unités de paysage,. La commune fait partie de l'unité de paysage de « la plaine du Loir », dans l'ensemble « la vallée du Loir ».
Après les boucles vendômoises, la plaine du Loir s'épanouit largement, bordée au nord  par un coteau raide haut de 40 à 50 mètres, et au sud par les coteaux en pente douce d'une trentaine de mètres de haut qui remontent sur plateau de la Gâtine Tourangelle. Cet élargissement soudain de la vallée est principalement dû à la confluence du Loir, de la Cendrine et du Merdreau. Le fond de vallée atteint jusqu'à 5,5 kilomètres de large entre Ternay et Troo. L'ouest de la vallée se poursuit en un couloir plus régulier qui se referme légèrement à l'approche de la limite départementale.
L'altitude du territoire communal varie de 57 mètres à 139 mètres,.

### Hydrographie

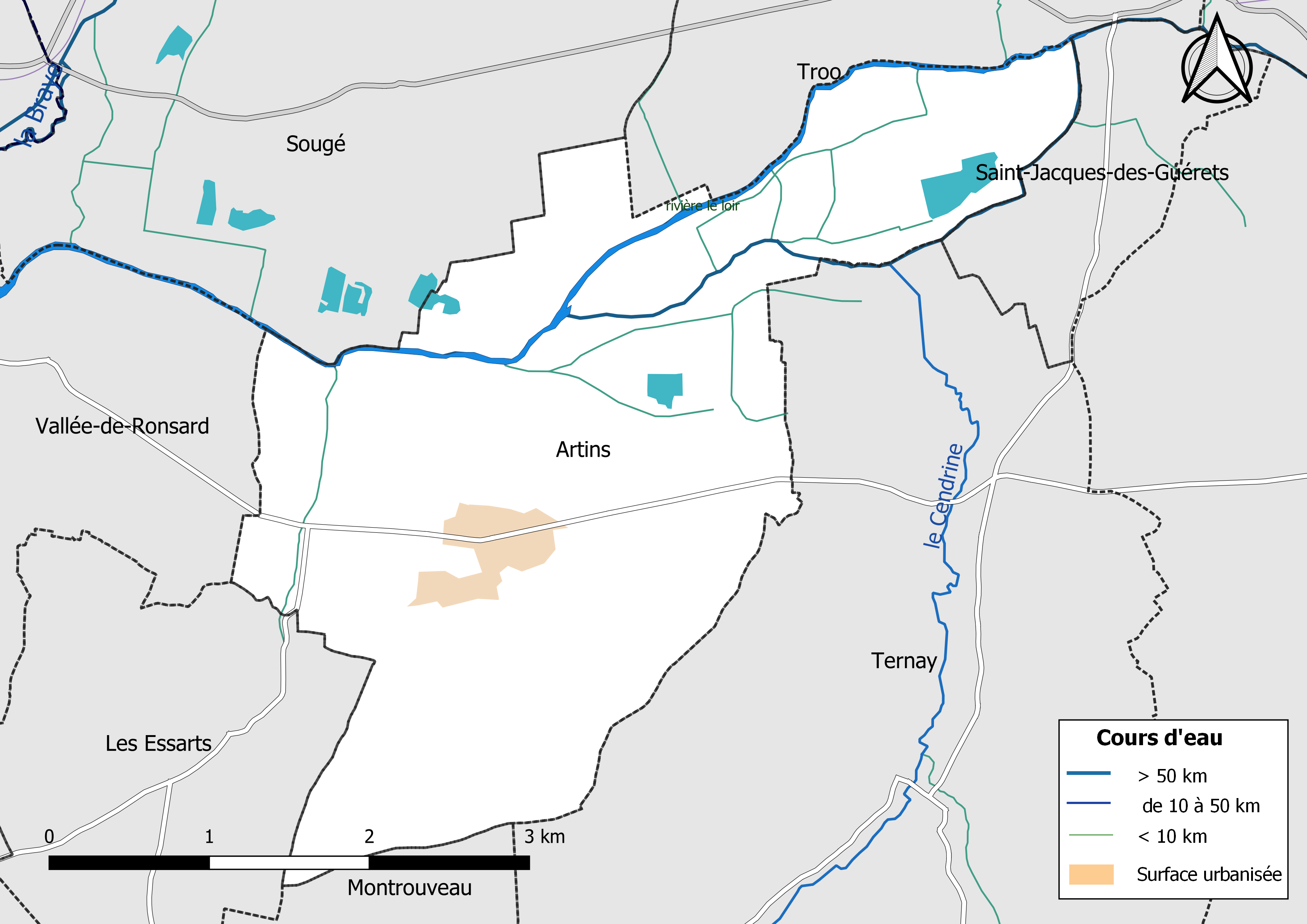
Réseau hydrographique d'Artins.

La commune est drainée par le Loir (5,426 km) et par divers petits cours d'eau, constituant un réseau hydrographique de 17,86 km de longueur totale.
Le Loir traverse la commune du nord-est vers le sud-ouest et en constitue la limite nord. D'une longueur totale de 317,4 km, il prend sa source dans la commune de Champrond-en-Gâtine (Eure-et-Loir) et se jette  dans la Sarthe à Briollay (Maine-et-Loire), après avoir traversé 86 communes. 
Sur le plan piscicole, ce cours d'eau est classé en deuxième catégorie, où le peuplement piscicole dominant est constitué de poissons blancs (cyprinidés) et de carnassiers (brochet, sandre et perche).

### Climat
Pour des articles plus généraux, voir Climat du Centre-Val de Loire et Climat de Loir-et-Cher.
En 2010, le climat de la commune est de type climat océanique dégradé des plaines du Centre et du Nord, selon une étude du CNRS s'appuyant sur une série de données couvrant la période 1971-2000. En 2020, Météo-France publie une typologie des climats de la France métropolitaine dans laquelle la commune est exposée à un climat océanique altéré et est dans la région climatique Moyenne vallée de la Loire, caractérisée par une bonne insolation (1 850 h/an) et un été peu pluvieux.
Pour la période 1971-2000, la température annuelle moyenne est de 11,1 °C, avec une amplitude thermique annuelle de 14,1 °C. Le cumul annuel moyen de précipitations est de 733 mm, avec 11,2 jours de précipitations en janvier et 7,2 jours en juillet. Pour la période 1991-2020, la température moyenne annuelle observée sur la station météorologique de Météo-France la plus proche, sur la commune de Saint-Laurent-en-Gâtines à 18 km à vol d'oiseau, est de 11,6 °C et le cumul annuel moyen de précipitations est de 769,1 mm,. Pour l'avenir, les paramètres climatiques de la commune estimés pour 2050 selon différents scénarios d'émission de gaz à effet de serre sont consultables sur un site dédié publié par Météo-France en novembre 2022.

### Milieux naturels et biodiversité
Aucun espace naturel présentant un intérêt patrimonial n'est recensé sur la commune dans l'inventaire national du patrimoine naturel,,.

## Urbanisme

### Typologie
Au 1er janvier 2024, Artins est catégorisée commune rurale à habitat dispersé, selon la nouvelle grille communale de densité à sept niveaux définie par l'Insee en 2022.
Elle est située hors unité urbaine. Par ailleurs la commune fait partie de l'aire d'attraction de Montoire-sur-le-Loir, dont elle est une commune de la couronne,. Cette aire, qui regroupe 11 communes, est catégorisée dans les aires de moins de 50 000 habitants,.

### Occupation des sols
L'occupation des sols est marquée par l'importance des espaces agricoles et naturels (97,3 %). La répartition détaillée ressortant de la base de données européenne d'occupation biophysique des sols Corine Land Cover millésimée 2012 est la suivante : 
terres arables (74,7 %), 
zones agricoles hétérogènes (2,9 %), 

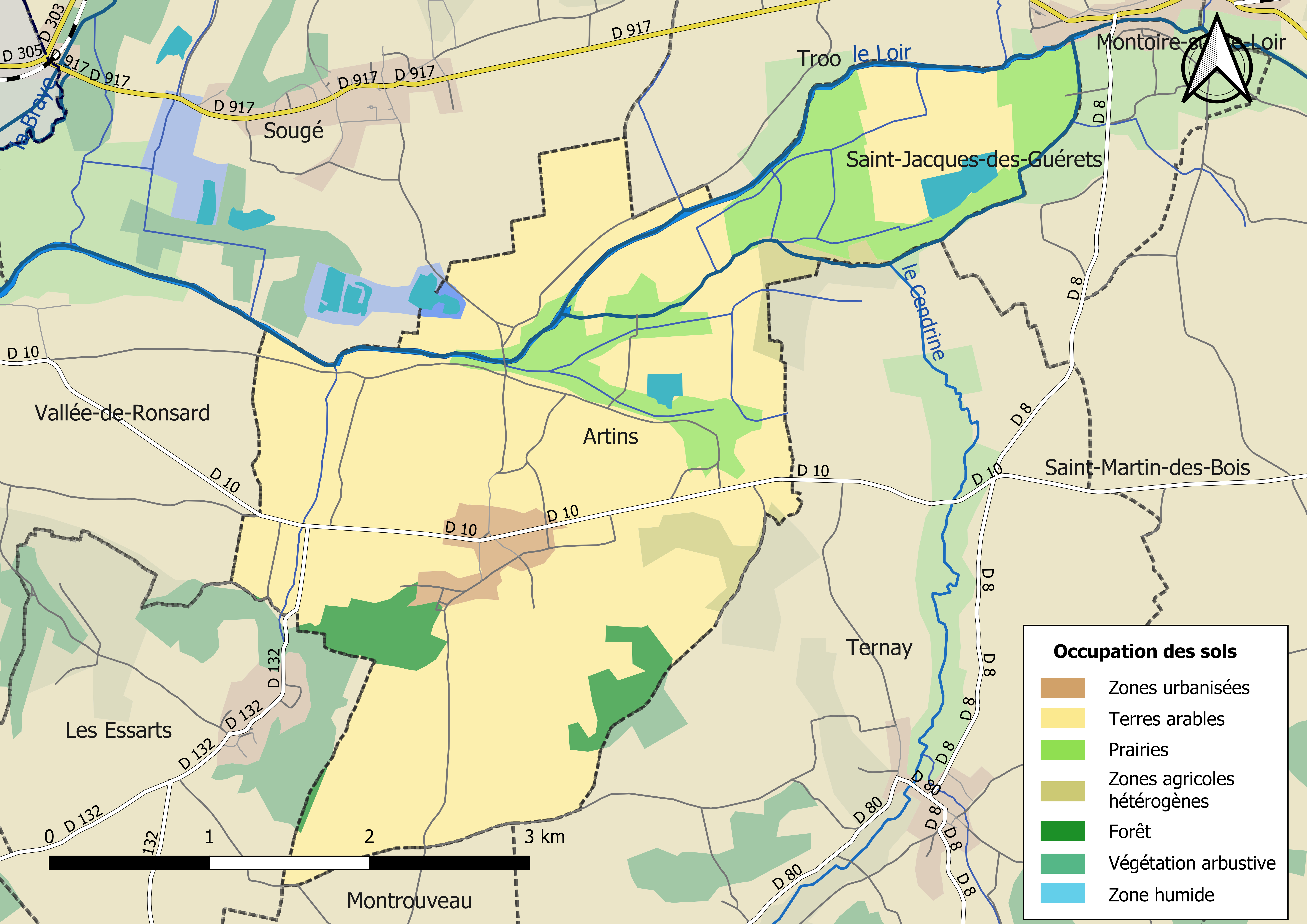
Carte des infrastructures et de l'occupation des sols de la commune en 2018 (CLC).

prairies (15,1 %), 
forêts (4,2 %), 
zones urbanisées (2,7 %), 
eaux continentales (0,5 %).

### Planification
La loi SRU du 13 décembre 2000 a incité fortement les communes à se regrouper au sein d'un établissement public, pour déterminer les partis d'aménagement de l'espace au sein d'un SCoT, un document essentiel d'orientation stratégique des politiques publiques à une grande échelle. La commune est dans le territoire du  SCOT des Territoires du Grand Vendômois, approuvé en 2006 et dont la révision a été prescrite en 2017, pour tenir compte de l'élargissement de périmètre,.
En matière de planification, la commune disposait en 2017 d'une carte communale approuvée.

### Habitat et logement
Le tableau ci-dessous présente la répartition en catégories et types de logements à Artins en 2016 en comparaison avec celles du Loir-et-Cher et de la France entière. Une caractéristique marquante du parc de logements est ainsi une proportion de résidences secondaires et logements occasionnels (32 %) supérieure à celle du département (18 %) et à celle de la France entière (9,6 %). Concernant le statut d'occupation de ces logements, 87,0 % des habitants de la commune sont propriétaires de leur logement (82,6 % en 2011), contre 68,1 % pour le Loir-et-Cher et 57,6 pour la France entière.
|                                                         | Artins | Loir-et-Cher | France entière |
| ------------------------------------------------------- | ------ | ------------ | -------------- |
| Résidences principales (en %)                           | 61,6   | 74,5         | 82,3           |
| Résidences secondaires et logements occasionnels (en %) | 32,0   | 18           | 9,6            |
| Logements vacants (en %)                                | 6,5    | 7,5          | 8,1            |

### Risques majeurs

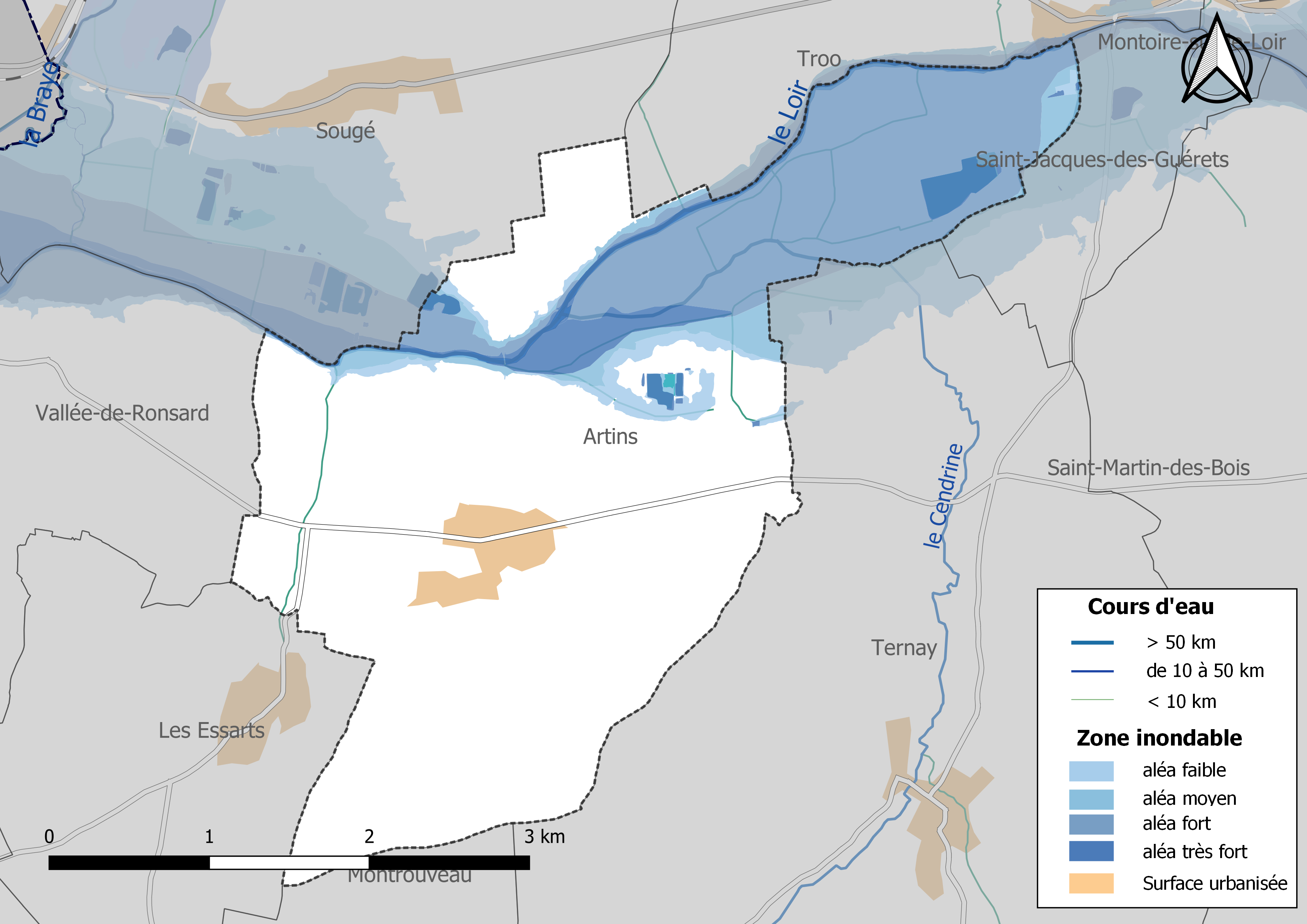
Zones inondables de la commune d'Artins.

Le territoire communal d'Artins est vulnérable à différents aléas naturels : inondations (par débordement du Loir ou par ruissellement), climatiques (hiver exceptionnel ou canicule), mouvements de terrains ou sismique (sismicité très faible),.
Les mouvements de terrains susceptibles de se produire sur la commune sont soit liés au retrait-gonflement des argiles, soit des chutes de blocs, soit des glissements de terrains, soit des effondrements liés à des cavités souterraines. Le phénomène de retrait-gonflement des argiles est la conséquence d'un changement d'humidité des sols argileux. Les argiles sont capables de fixer l'eau disponible mais aussi de la perdre en se rétractant en cas de sécheresse. Ce phénomène peut provoquer des dégâts très importants sur les constructions (fissures, déformations des ouvertures) pouvant rendre inhabitables certains locaux. La carte de zonage de cet aléa peut être consultée sur le site de l'observatoire national des risques naturels Georisques. Une autre carte permet de prendre connaissance des cavités souterraines localisées sur la commune.
Les crues du Loir sont moins importantes que celles de la Loire, mais elles peuvent provoquer des dégâts importants. Les crues historiques sont celles de 1665 (4 m à l'échelle de Vendôme), 1784 (2,84 m), 1961 (2,90 m) et 2004 (2 m). Le débit maximal historique est de 256 m3/s et caractérise une crue de retour cinquantennal. Le risque d'inondation est pris en compte dans l'aménagement du territoire de la commune par le biais du Plan de prévention du risque inondation (PPRI) du Loir.

## Toponymie
Selon Denis Jeanson, auteur d'un dictionnaire de toponymie de la région Centre-Val de Loire, Artins viendrait du gentilice Artenna, formé sur Arrius, traité comme Artennus, à savoir le nom d'un groupe familial patrilinéaire porté par tous les membres d'une gens (famille) du système social romain. Le nom apparaît dans sa graphie actuelle pour la première fois en 1071 dans le cartulaire de Marmoutier.

## Histoire

### Révolution française et Empire

#### Nouvelle organisation territoriale
Le décret de l'Assemblée nationale du 12 novembre 1789 décrète qu'« il y aura une municipalité dans chaque ville, bourg, paroisse ou communauté de campagne », mais ce n'est qu'avec le décret de la Convention nationale du 10 brumaire an II (31 octobre 1793) que la paroisse d'Artins devient formellement « commune 
d'Artins »,.
En 1790, dans le cadre de la création des départements, la municipalité est rattachée au canton de Montoire et au district de Vendôme. Les cantons sont supprimés, en tant que découpage administratif, par une loi du 26 juin 1793, et ne conservent qu'un rôle électoral, permettant l'élection des électeurs du second degré chargés de désigner les députés,. La Constitution du 5 fructidor an III, appliquée à partir de vendémiaire an IV (1795) supprime les districts, considérés comme des rouages administratifs liés à la Terreur, mais maintient les cantons qui acquièrent dès lors plus d'importance en retrouvant une fonction administrative. Enfin, sous le Consulat, un redécoupage territorial visant à réduire le nombre de justices de paix ramène le nombre de cantons en Loir-et-Cher de 33 à 24. Artins est alors rattachée au canton de Saint-Amand et à l'Arrondissement de Vendôme par arrêté du 5 vendémiaire an X (26 septembre 1801),,. Cette organisation va rester inchangée pendant près de 150 ans.

## Politique et administration

### Découpage territorial
La commune d'Artins est membre de la communauté d'agglomération Territoires Vendômois, un établissement public de coopération intercommunale (EPCI) à fiscalité propre créé le 1er janvier 2017.
Elle est rattachée sur le plan administratif à l'arrondissement de Vendôme. Sur le plan électoral, elle est rattachée au canton de Montoire-sur-le-Loir depuis 2015 pour l'élection des conseillers départementaux et à la Troisième circonscription de Loir-et-Cher pour les élections législatives. La commune est en outre rattachée au département de Loir-et-Cher et à la région Centre-Val de Loire.

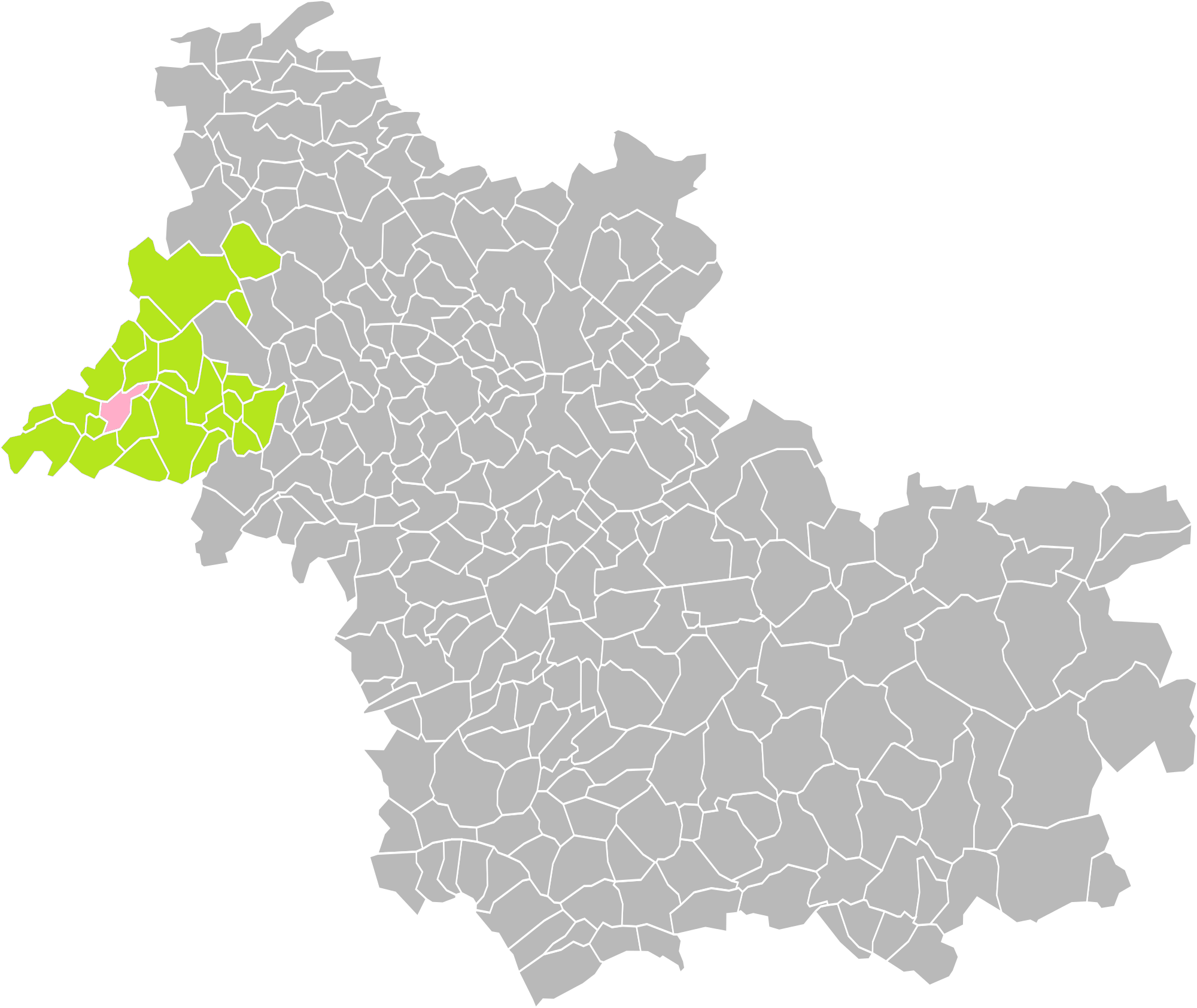
Artins dans l'intercommunalité en 2016.
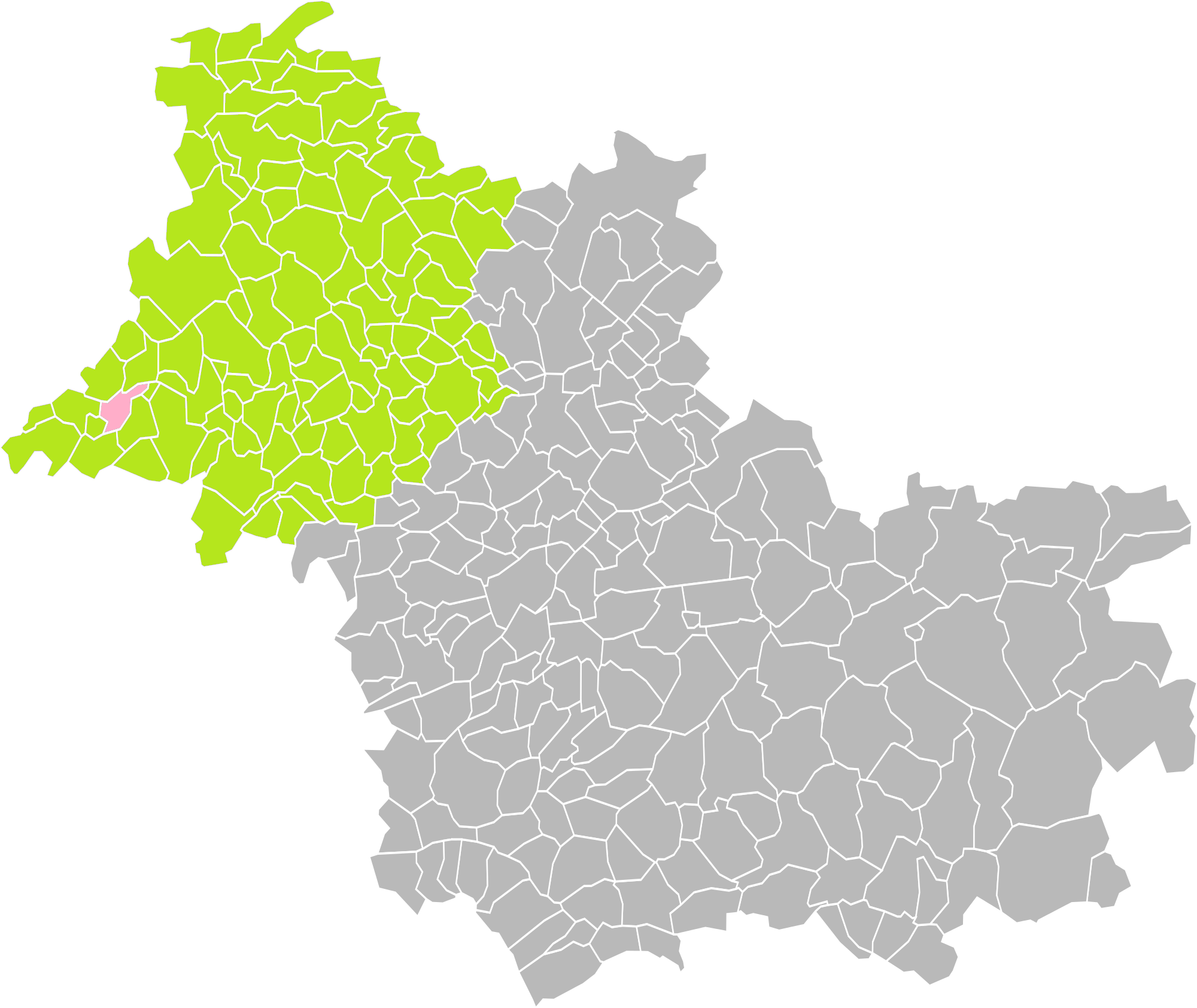
Artins dans l'arrondissement de rattachement en 2016.
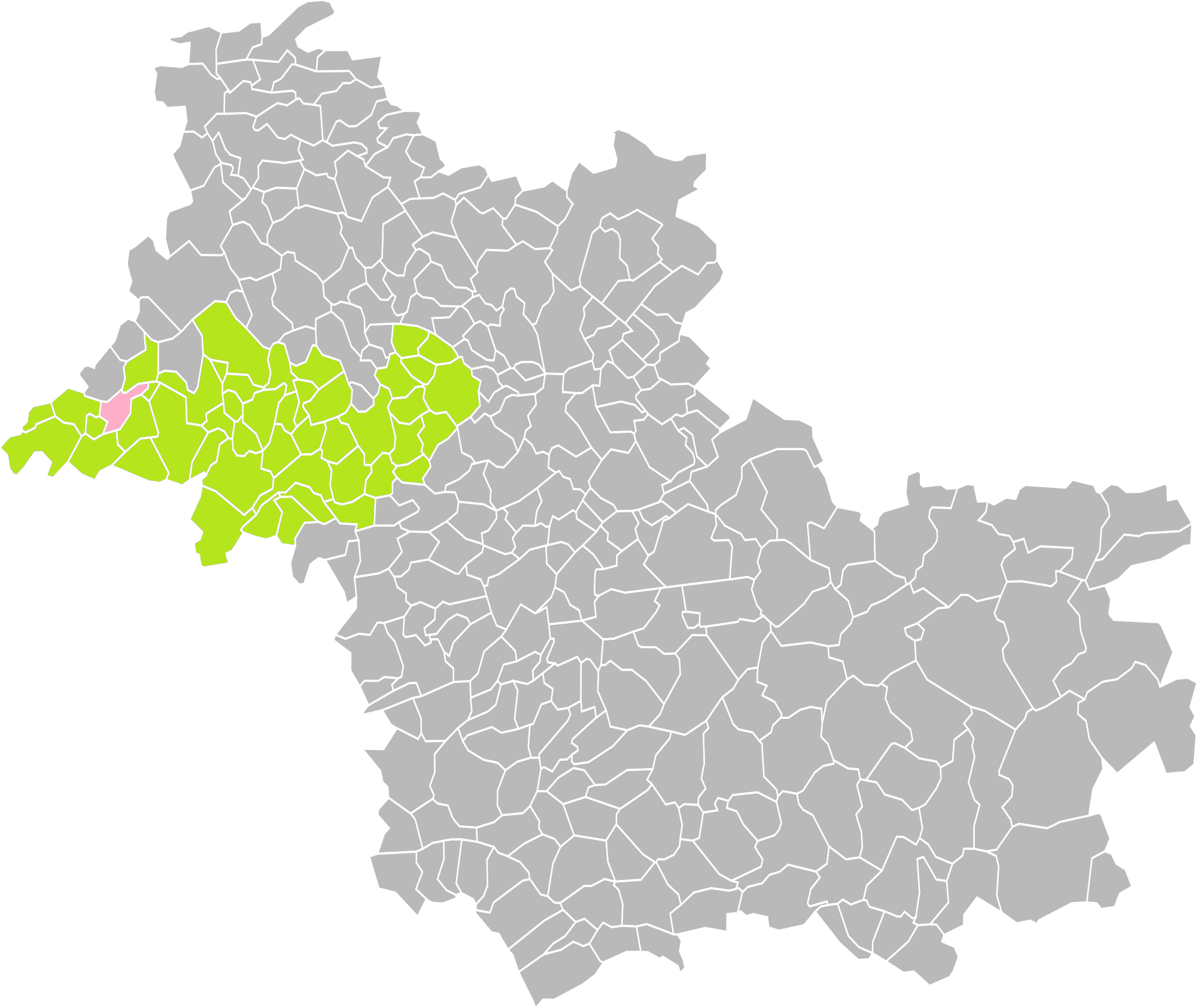
Artins dans le canton de rattachement en 2016.

### Politique et administration municipale

#### Conseil municipal et maire
Le conseil municipal d'Artins, commune de moins de 1 000 habitants, est élu au scrutin majoritaire plurinominal avec liste ouvertes et panachage. Le maire, à la fois agent de l'État et exécutif de la commune en tant que collectivité territoriale, est élu par le conseil municipal au scrutin secret lors de la première réunion du conseil suivant les élections municipales, pour un mandat de six ans, c'est-à-dire pour la durée du mandat du conseil.

## Équipements et services

### Eau et assainissement
L'organisation de la distribution de l'eau potable, de la collecte et du traitement des eaux usées et pluviales relève des communes. La compétence eau et assainissement des communes est un service public industriel et commercial (SPIC).

#### Alimentation en eau potable
Le service d'eau potable comporte trois grandes étapes : le captage, la potabilisation et la distribution d'une eau potable conforme aux normes de qualité fixées pour protéger la santé humaine. En 2019, la commune est membre du syndicat intercommunal d'adduction d'eau potable de Couture-sur-Loir qui assure le service en le délégant à une entreprise privée.

#### Assainissement des eaux usées
En 2019, la commune d'Artins gère le service d'assainissement collectif en régie directe, c'est-à-dire avec ses propres personnels, avec le statut de régie à autonomie financière.
Une station de traitement des eaux usées est en service au 1er janvier 2019 sur le territoire communal : 
« La Fontaine des Pierres », un équipement utilisant la technique du filtre biologique, dont la capacité est de 250 EH, mis en service le 1er janvier 1999.
L'assainissement non collectif (ANC) désigne les installations individuelles de traitement des eaux domestiques qui ne sont pas desservies par un réseau public de collecte des eaux usées et qui doivent en conséquence traiter elles-mêmes leurs eaux usées avant de les rejeter dans le milieu naturel. La communauté d'agglomération Territoires Vendômois assure pour le compte de la commune le service public d'assainissement non collectif (SPANC), qui a pour mission de vérifier la bonne exécution des travaux de réalisation et de réhabilitation, ainsi que le bon fonctionnement et l'entretien des installations.

### Sécurité, justice et secours
La sécurité de la commune est assurée par la brigade de gendarmerie nationale de Montoire-sur-le-Loir qui dépend du groupement de gendarmerie départementale de Loir-et-Cher installé à Blois
En matière de justice, Artins relève du conseil de prud'hommes de Blois, de la Cour d'appel d'Orléans (juridiction de Blois), de la Cour d'assises de Loir-et-Cher, du tribunal administratif de Blois, du tribunal de commerce de Blois et du tribunal judiciaire de Blois.

## Population et société

### Démographie

#### Évolution démographique
L'évolution du nombre d'habitants est connue à travers les recensements de la population effectués dans la commune depuis 1793. Pour les communes de moins de 10 000 habitants, une enquête de recensement portant sur toute la population est réalisée tous les cinq ans, les populations de référence des années intermédiaires étant quant à elles estimées par interpolation ou extrapolation. Pour la commune, le premier recensement exhaustif entrant dans le cadre du nouveau dispositif a été réalisé en 2004.

En 2022, la commune comptait 269 habitants, en évolution de +1,89 % par rapport à 2016 (Loir-et-Cher : −1,15 %, France hors Mayotte : +2,11 %).
| 1793 | 1800 | 1806 | 1821 | 1831 | 1836 | 1841 | 1846 | 1851 |
| ---- | ---- | ---- | ---- | ---- | ---- | ---- | ---- | ---- |
| 492  | 480  | 516  | 508  | 531  | 506  | 489  | 500  | 502  |

| 1856 | 1861 | 1866 | 1872 | 1876 | 1881 | 1886 | 1891 | 1896 |
| ---- | ---- | ---- | ---- | ---- | ---- | ---- | ---- | ---- |
| 501  | 513  | 485  | 486  | 471  | 468  | 468  | 468  | 482  |

| 1901 | 1906 | 1911 | 1921 | 1926 | 1931 | 1936 | 1946 | 1954 |
| ---- | ---- | ---- | ---- | ---- | ---- | ---- | ---- | ---- |
| 501  | 502  | 534  | 446  | 448  | 401  | 394  | 428  | 363  |

| 1962 | 1968 | 1975 | 1982 | 1990 | 1999 | 2004 | 2006 | 2009 |
| ---- | ---- | ---- | ---- | ---- | ---- | ---- | ---- | ---- |
| 336  | 317  | 265  | 272  | 247  | 282  | 284  | 280  | 295  |

| 2014 | 2019 | 2022 | - | - | - | - | - | - |
| ---- | ---- | ---- | - | - | - | - | - | - |
| 269  | 265  | 269  | - | - | - | - | - | - |

#### Pyramide des âges
La population de la commune est relativement âgée.
En 2018, le taux de personnes d'un âge inférieur à 30 ans s'élève à 28,3 %, soit en dessous de la moyenne départementale (31,3 %). À l'inverse, le taux de personnes d'âge supérieur à 60 ans est de 39,6 % la même année, alors qu'il est de 31,6 % au niveau départemental.
En 2018, la commune comptait 126 hommes pour 139 femmes, soit un taux de 52,45 % de femmes, légèrement supérieur au taux départemental (51,45 %).
Les pyramides des âges de la commune et du département s'établissent comme suit.
| Hommes | Classe d’âge | Femmes |
| ------ | ------------ | ------ |
| 1,6    | 90 ou +      | 2,2    |
| 14,3   | 75-89 ans    | 15,1   |
| 23,0   | 60-74 ans    | 23,0   |
| 19,8   | 45-59 ans    | 20,9   |
| 10,3   | 30-44 ans    | 12,9   |
| 14,3   | 15-29 ans    | 7,9    |
| 16,7   | 0-14 ans     | 18,0   |

| Hommes | Classe d’âge | Femmes |
| ------ | ------------ | ------ |
| 1,1    | 90 ou +      | 2,6    |
| 9,2    | 75-89 ans    | 11,9   |
| 19,7   | 60-74 ans    | 20,4   |
| 20,7   | 45-59 ans    | 20     |
| 16,5   | 30-44 ans    | 16,2   |
| 15,2   | 15-29 ans    | 13,2   |
| 17,6   | 0-14 ans     | 15,7   |

## Économie

### Secteurs d'activité
Le tableau ci-dessous détaille le nombre d'entreprises implantées à Artins selon leur secteur d'activité et le nombre de leurs salariés :
|                                                              | total | % com (% dep) | 0 salarié | 1 à 9 salarié(s) | 10 à 19 salariés | 20 à 49 salariés | 50 salariés ou plus |
| ------------------------------------------------------------ | ----- | ------------- | --------- | ---------------- | ---------------- | ---------------- | ------------------- |
| Ensemble                                                     | 22    | 100,0 (100)   | 15        | 7                | 0                | 0                | 0                   |
| Agriculture, sylviculture et pêche                           | 5     | 22,7 (11,8)   | 3         | 2                | 0                | 0                | 0                   |
| Industrie                                                    | 2     | 9,1 (6,5)     | 0         | 2                | 0                | 0                | 0                   |
| Construction                                                 | 1     | 4,5 (10,3)    | 1         | 0                | 0                | 0                | 0                   |
| Commerce, transports, services divers                        | 12    | 54,5 (57,9)   | 11        | 1                | 0                | 0                | 0                   |
| dont commerce et réparation automobile                       | 3     | 13,6 (17,5)   | 2         | 1                | 0                | 0                | 0                   |
| Administration publique, enseignement, santé, action sociale | 2     | 9,1 (13,5)    | 0         | 2                | 0                | 0                | 0                   |
| Champ : ensemble des activités.                              |       |               |           |                  |                  |                  |                     |

Le secteur du commerce, transports et services divers est prépondérant sur la commune (12 entreprises sur 22) néanmoins le secteur agricole reste important puisqu'en proportions (22,7) %, il est plus important qu'au niveau départemental (11,8 %).
Sur les 22 entreprises implantées à Artins en 2016, 15 ne font appel à aucun salarié, et 7 comptent 1 à 9 salariés.
Au 1er juillet 2017, la commune est classée en zone de revitalisation rurale (ZRR), un dispositif visant à aider le développement des territoires ruraux principalement à travers des mesures fiscales et sociales. Des mesures spécifiques en faveur du développement économique s'y appliquent également.

### Agriculture
En 2010, l'orientation technico-économique de l'agriculture sur la commune est la culture de céréales et d'oléoprotéagineux (COP). Le département a perdu près d'un quart de ses exploitations en 10 ans, entre 2000 et 2010 (c'est le département de la région Centre-Val de Loire qui en compte le moins). Cette tendance se retrouve également au niveau de la commune où le nombre d'exploitations est passé de 18 en 1988 à 8 en 2000 puis à 6 en 2010. Parallèlement, la taille de ces exploitations augmente, passant de 37 ha en 1988 à 112 ha en 2010. 
Le tableau ci-dessous présente les principales caractéristiques des exploitations agricoles d'Artins, observées sur une période de 22 ans : 
|                                      | 1988                 | 2000                 | 2010                 |
| Dimension économique                 | Dimension économique | Dimension économique | Dimension économique |
| ------------------------------------ | -------------------- | -------------------- | -------------------- |
| Nombre d'exploitations (u)           | 18                   | 8                    | 6                    |
| Travail (UTA)                        | 22                   | 14                   | 8                    |
| Surface agricole utilisée (ha)       | 657                  | 783                  | 673                  |
| Cultures                             |                      |                      |                      |
| Terres labourables (ha)              | 526                  | 766                  | 596                  |
| Céréales (ha)                        | 314                  | 352                  | 300                  |
| dont blé tendre (ha)                 | 177                  | 279                  | 242                  |
| dont maïs-grain et maïs-semence (ha) | 112                  | s                    | s                    |
| Tournesol (ha)                       | 72                   | 50                   | s                    |
| Colza et navette (ha)                | 0                    | 68                   | s                    |
| Élevage                              |                      |                      |                      |
| Cheptel (UGBTA)                      | 541                  | 586                  | 360                  |

#### Produits labellisés
La commune d'Artins est située dans l'aire de l'appellation d'origine protégée (AOP)  de deux produits : un fromage (le Sainte-maure-de-touraine) et un vin (les Coteaux-du-vendômois).
Le territoire de la commune est également intégré aux aires de productions de divers produits bénéficiant d'une indication géographique protégée (IGP) : le bœuf du Maine, les porcs de la Sarthe, les rillettes de Tours, le vin Val-de-loire, les volailles de Loué, les volailles de l’Orléanais, les volailles du Maine et les œufs de Loué,.

Quelques produits labellisés d'Artins.
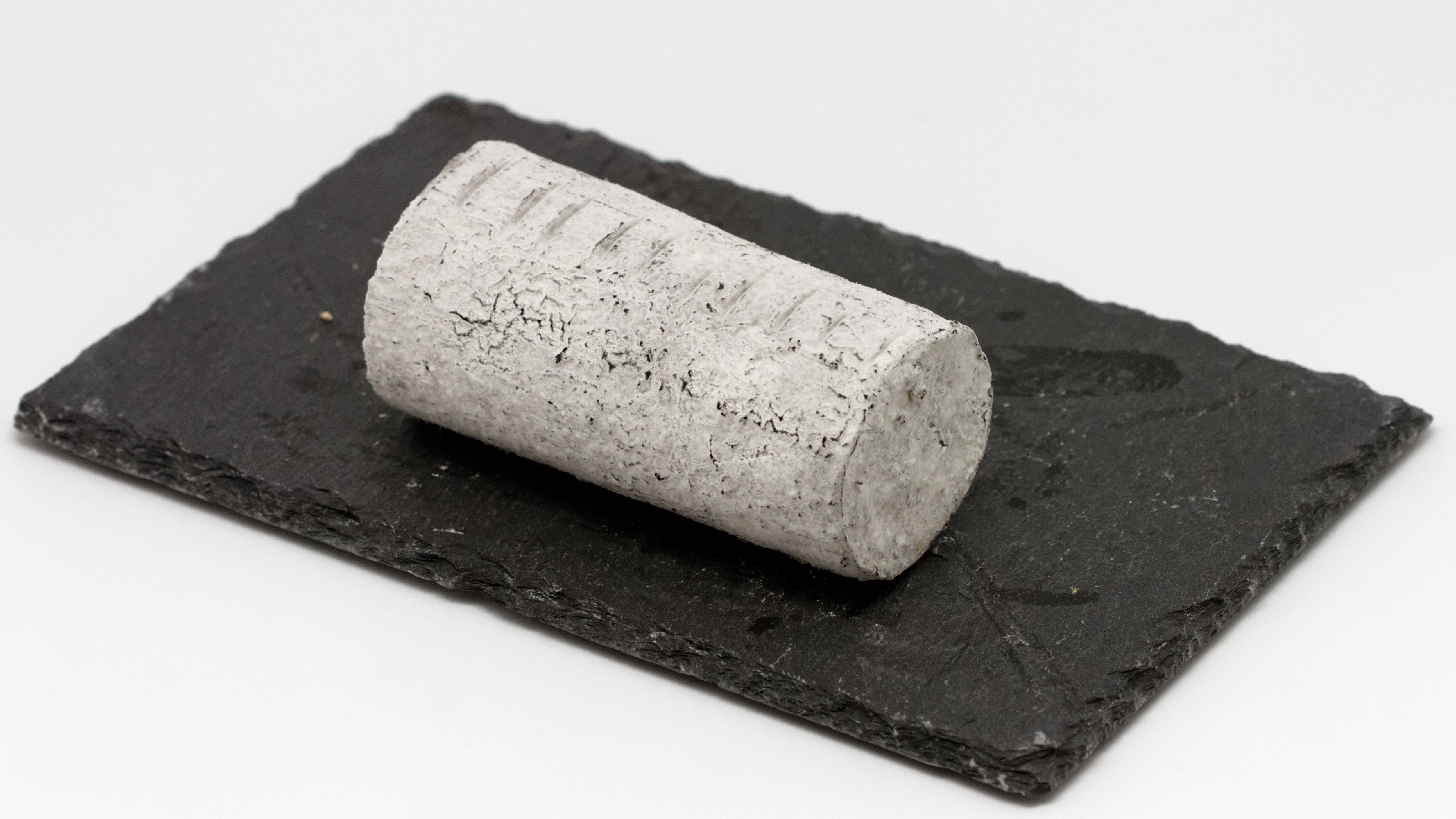
Sainte-maure-de-touraine.
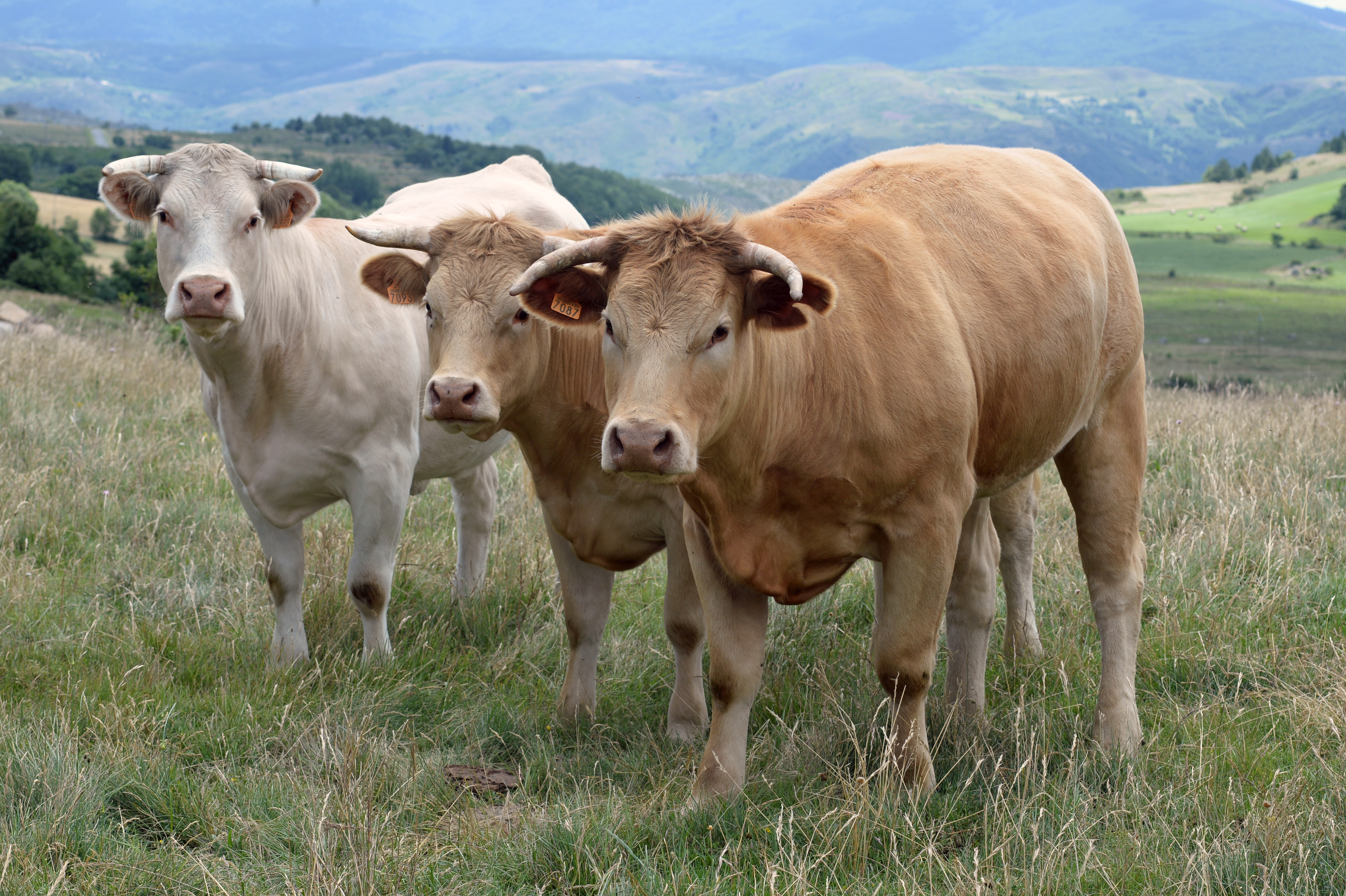
Bœuf du Maine.

## Culture locale et patrimoine

### Lieux et monuments
- La vieille église d'Artins, Saint-Pierre, classée au titre des monuments historiques en 1987, bâtie aux XIe et XIIe siècles et remaniée aux XVe et XVIe siècles[93]. Elle contient des objets également classés : des statues en terre cuite polychrome du XVIIe siècle, de saint Jacques[94], saint Pierre[95] et sainte Apolline[96].
- Ancien bourg.
- Commanderie templière.
- Château de la Roche Turpin[97].

### Héraldique
|  | Les armoiries d'Artins se blasonnent ainsi : Écartelé : au premier et au quatrième losangé d'or et de gueules, au deuxième et au troisième d'azur aux cinq fleurs de lys d'or ordonnées en sautoir ; à la croix d'argent brochant sur le tout. Création J.P. Fernon - G. Tisserand (1991). |

## Personnalités liées à la commune
- Alfred Martineau, né à Artins en 1859, fut professeur d'histoire coloniale au Collège de France.
- Louis Alexis Bourgeois, né à Artins en 1819 et mort à Pontlevoy en 1878, fut un précurseur de la recherche préhistorique en Loir-et-Cher[98].